# Пагаццано
Пагаццано (итал. Pagazzano) — коммуна в Италии, располагается в регионе Ломбардия, подчиняется административному центру Бергамо.
Население составляет 1856 человек, плотность населения составляет 371 чел./км². Занимает площадь 5 км². Почтовый индекс — 24040. Телефонный код — 0363.
Покровителями коммуны почитаются святые Назарий и Кельсий, празднование 27 августа.